# Aotus infulatus
L'aoto felino o aoto di Kuhl (Aotus infulatus Kuhl. 1820) è un primate platirrino della famiglia degli Aotidi.
Alcuni autori, anche fra le file dei fautori della divisione del genere Aotus in numerose specie, ritengono questi animali una sottospecie di Aotus azarae (A. azarae infulatus).
Vive in Brasile orientale, nelle aree di foresta pluviale.
Il pelo è grigio scuro sul dorso e arancio sul ventre e sulla gola: le sopracciglia  el e guance sono bianche, mentre il muso è nero: dalla fronte partono due fasce nere che cingono i lati della testa e si congiungono sul mento. Gli occhi sono grandi e bruni, mentre la coda nella sua parte distale è nera.
Si tratta di animali notturni ed arboricoli, che vivono in coppie od in piccoli gruppi familiari: si nutrono prevalentemente di frutta, ma non disdegnano all'occorrenza di cacciare insetti e piccoli vertebrati, o di ripiegare su altro materiale di origine vegetale (foglie, fiori, germogli, linfa).